# Navasfrías
Navasfrías település Spanyolországban, Salamanca tartományban. Navasfrías Casillas de Flores, El Payo, Eljas, Valverde del Fresno és Sabugal községekkel határos. Lakosainak száma 362 fő (2024).

## Népesség
A település népessége az elmúlt években az alábbi módon változott:
| Lakosok száma | 699  | 643  | 581  | 523  | 508  | 486  | 469  | 436  | 395  | 362  |
|               | 2001 | 2004 | 2007 | 2009 | 2012 | 2014 | 2017 | 2019 | 2022 | 2024 |